# Вулиця Чумацька (Тернопіль)
Вулиця Чумацька — одна з вулиць міста Тернополя в мікрорайоні «Дружба».

## Відомості

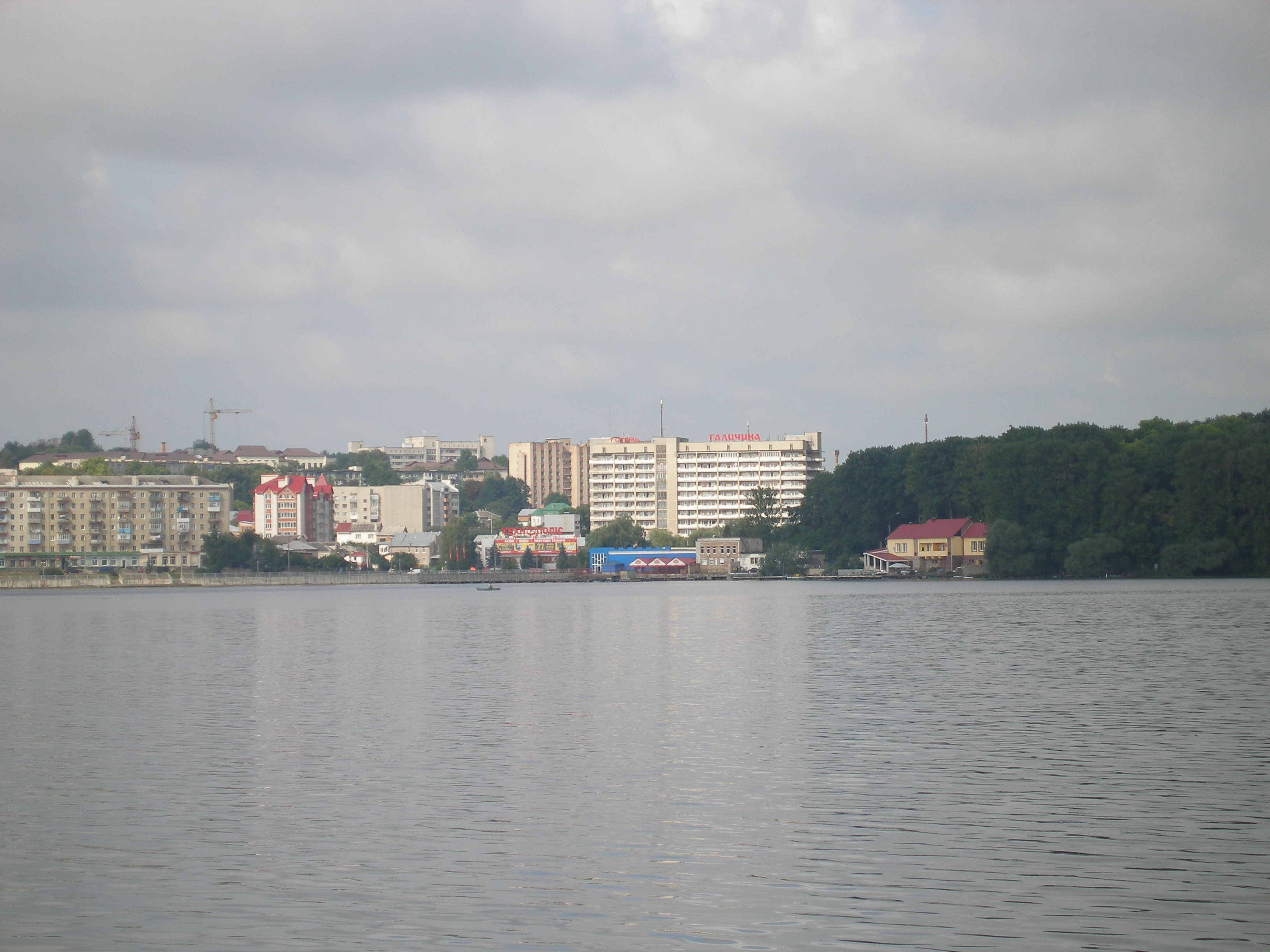
Вигляд на вулицю Чумацьку з парк імені Тараса Шевченка

Розпочинається двома частинами від кругового перехрестя вулиць Гетьмана Мазепи, Дружби і Руської (неподалік дамби Тернопільського ставу). Перша частина тягнеться від будинку №2 вулиці Гетьмана Мазепи в напрямку до вулиці Михалевича, інша частина вулиці пролягає пори набережну ставу і розгалужується в бік лісопарку «Кутківці» уздовж його межі на захід до Кутківців, інше відгалуження закінчується на перехресті з вулицею Львівською.
На одному з будинків на вулиці, який зведений на місці приватного помешкання родини Любомири Бойцун, встановлена пам'ятна дошка в 2015 році.

## Установи, організації
- готель «Галичина»[2]
- Riverpool — молодіжний нічний клуб

## Спорт
- Спортивний клуб «LifeStyle» (Чумацька, 1В)[3]